# I Rothschild
I Rothschild (Die Rothschilds. Aktien auf Waterloo o più semplicemente Die Rothschilds) è un film storico di propaganda antisemita diretto da Erich Waschneck che uscì in Germania nel 1940, durante il periodo nazionalsocialista.
Il film racconta il ruolo della famiglia Rothschild durante le guerre napoleoniche. La famiglia europea di origine ebraica dei Rothschild viene ritratta in maniera negativa, in linea con la politica antisemita della Germania nazista. Il film del 1940 ha un titolo e una trama simili a quelli di una pellicola statunitense del 1934, La casa dei Rothschild, con George Arliss e Boris Karloff, che diversamente presenta la casata in modo più favorevole. Si tratta di uno dei tre film nazisti che forniscono una rilettura in chiave antisemita di pellicole precedenti. Gli altri, entrambi del 1940, sono L'ebreo errante e Süss l'ebreo.

## Trama
Quando Guglielmo I d'Assia-Kassel si rifiuta di unirsi ai francesi nel supportare la Confederazione del Reno alla sua formazione nel 1806, viene minacciato da Napoleone. A Francoforte, egli chiede al suo agente Mayer Amschel Rothschild di convertire il valore delle obbligazioni ricevute dalla Britannia per sovvenzionare la sicurezza del suo esercito in Inghilterra.
Tuttavia Rothschild utilizza il denaro per i suoi scopi, con l'aiuto dei figli, Nathan Rothschild a Londra e James Rothschild a Parigi. Dapprima i Rothschild usano i soldi per finanziare l'esercito di Wellington in Spagna nella guerra contro Napoleone, applicando alti tassi d'interesse. Nel 1815, Nathan diffonde la falsa voce che Napoleone ha vinto la battaglia di Waterloo, causando il collasso della borsa londinese e il crollo dei prezzi. Poi acquista una grande quantità di merci a prezzo bassissimo, approfittando in seguito della risalita dei prezzi una volta che la verità viene a galla. In un decennio, i Rothschild accumulano un patrimonio di 11 milioni di sterline grazie ai soldi di Guglielmo I.
Nathan restituisce il capitale iniziale a Guglielmo I, più una piccola percentuale di interessi, tenendo per la sua famiglia il grosso dei guadagni, e progetta di costituire un "cartello" delle maggiori famiglie industriali europee.
Il film termina comunicando al pubblico che, all'epoca dell'uscita della pellicola nei cinema, l'ultimo Rothschild era stato cacciato dall'Europa continentale e che il prossimo obiettivo sarà la plutocrazia inglese.

## Produzione

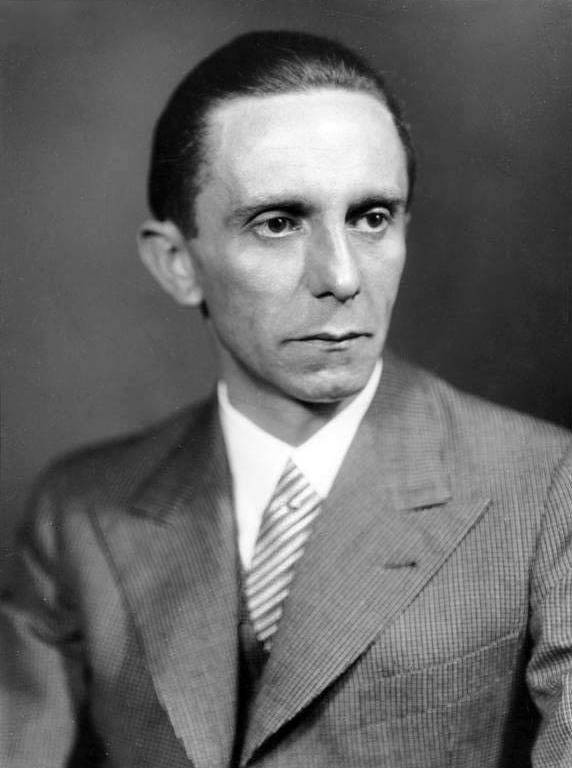
Joseph Goebbels

Adolf Hitler e il suo ministro della propaganda Joseph Goebbels credevano fortemente nella potenza della cinematografia come mezzo per influenzare l'opinione pubblica delle masse. Il partito nazista istituì un dipartimento cinematografico già nel 1930 e Goebbels aveva un interesse personale nell'utilizzo dei film per propagandare la filosofia nazista. Poco tempo dopo la salita al potere dei nazisti, Goebbels ripeté spesso nei suoi discorsi che il ruolo del cinema tedesco era quello di essere "l'avanguardia del militarismo nazista" mentre si proponevano di conquistare il mondo. Egli chiese di "produrre film con ... forti connotazioni razziali" che rappresentassero gli uomini e la società "come erano veramente".
Secondo Richard Levy, "degli oltre 1100 film prodotti sotto il regime nazista, solamente un pugno possiedono contenuti esplicitamente antisemiti e persino in questi rari casi, l'antisemitismo risulta spesso di secondaria importanza nel contesto della trama del film". Tre pellicole, tuttavia, furono innegabilmente girate appositamente per trasmettere l'ideologia antisemita del nazionalsocialismo al pubblico: L'ebreo errante (Der ewige Jude), Süss l'ebreo (Jud Süß), e I Rothschild.
Goebbels riteneva così importanti queste tre produzioni che fece pubblicare istruzioni speciali per la stampa e il 26 aprile 1940, diramò una direttiva ufficiale secondo la quale "a proposito delle pellicole Süss l'ebreo e I Rothschild, tali film "non dovrebbero essere definiti sulla stampa film antisemiti". Il pubblico doveva credere di vedere "l'ebraismo così com'è". Le linee guida di Goebbels erano in accordo con la sua convinzione che la propaganda nazista potesse essere efficace solo se non intesa come propaganda; l'intenzione doveva essere impercettibile.

## Stereotipi razziali
I Rothschild contiene vari stereotipi dell'antisemitismo nazista. Pertanto, gli ebrei sono accusati di non sentirsi fedeli ai paesi in cui vivono e di beneficiare della sofferenza altrui. «Ricorda figlio mio, possiamo fare molti soldi con molto sangue», dice Mayer Amschel Rothschild a suo figlio James Rothschild nel film. La raffigurazione di persone ebree corrisponde anche al cliché nazionalsocialista dello "squallido ebreo". Mayer Amschel Rothschild è raffigurato con addosso uno sciatto caffettano stretto in vita da due ganci laterali.
Il film è anche un esempio di propaganda anti-britannica, che era sensibilmente aumentata al tempo della guerra aerea su Londra. Gli inglesi appaiono come vittime o strumenti volenterosi della cricca ebraica internazionalista-materialista; la tendenza antisemita è quindi legata al sentimento anti-britannico. Wellington è ritratto come un amante corrotto, un codardo plutocratico che abbandona i prussiani quando si tratta di affrontare Napoleone. In netto contrasto, il patriota idealista Crayton e la sua sposa Phyllis Bearing, entrambi raffigurati come vittime innocenti dei Rothschild, incarnano il mito dell'"uomo nuovo" nato con l'avvento del nazionalsocialismo.